# Sturzkampfgeschwader 77
Sturzkampfgeschwader 77 (dobesedno slovensko: Bližinskobojni polk 77; kratica StG 77) je bil jurišni (strmoglavni jurišnik) letalski polk (Geschwader) v sestavi nemške Luftwaffe med drugo svetovno vojno.

## Organizacija
- štab
- I. skupina
- II. skupina
- III. skupina

## Vodstvo polka
Poveljniki polka (Geschwaderkommodore)
- Oberst Günther Schwartzkopff: 1. junij 1939
- Major Grof Clemens von Schönborn-Wiesentheid: 15. maj 1940
- Major Alfons Orthofer: 25. julij 1942
- Major Walter Ennecerus: 13. oktober 1942
- Major Helmut Bruck: 20. februar 1943